# Worse Things Happen At Sea
Worse Things Happen At Sea (рус. Все беды случаются в море) — аркадная компьютерная игра в жанре экшн с элементами выживания, разработанная компанией Mind’s Eye Software и выпущенная Silversoft Ltd в 1984 году для платформы ZX Spectrum.
Действие игры происходит на борту морского судна Sinclare, которое должно доставить груз по месту назначения. Во время этого путешествия в корабле образуются пробоины, перегревается двигатель, он отклоняется от курса, из-за чего судно может утонуть. Игрок управляет роботом, который решает возникающие проблемы и борется за выживание корабля.
После выхода Worse Things Happen At Sea была положительно оценена игровой прессой, которая отметила оригинальность игры, а также проработанность игровой механики.

## Игровой процесс

Игровой процесс Worse Things Happen At Sea. Вода через три пробоины начала поступать на верхнюю палубу и робот приступил к её откачиванию

Корабль Sinclare отправляется в плавание и целью путешествия является доставка груза в заданный порт, и за это будет получена определённая сумма денег. Однако, у корабля имеются некоторые проблемы, которые начинаются с того, что его корпус протекает. Как следствие, судно может утонуть, и для того, чтобы добраться до пункта назначения, управляемому игроком роботу требуется использовать заплатки для закрывания пробоин, через которые протекает вода. Также у робота есть возможность откачивать воду с помощью водяных помп. Вместе с тем, по мере промокания груза его стоимость уменьшается, и поэтому задачей является не только добраться до порта и не утонуть, но и оставить груз в как можно более сохранном виде.
Робот имеет ограниченную ёмкость аккумуляторных батарей, которые постепенно разряжаются. Если робот работает в воде, то скорость его разрядки повышается. Для подзарядки может быть использована специальная камера, которая находится в рубке корабля. Однако, если батарея полностью разрядится, то робот погибнет и игрок потеряет одну из трёх жизней.
После выполнения первого путешествия груз продаётся и далее с вырученных денег корабль ремонтируется, а также восстанавливаются необходимые для обслуживания роботы. Для последующего рейса готовится новый груз, но при этом задача усложняется, так как корабль начинает сбиваться с курса. Теперь для сохранения скорости перемещения к пункту назначения роботу требуется поправлять штурвал. С третьего полурейса двигатель корабля начинает перегреваться, и для того, чтобы он не взорвался, нужно подавать дополнительное масло. Для этого роботу необходимо найти канистру с маслом в отсеках корабля, отнести её на корму и использовать специально предназначенную воронку.
Всего в корабле имеется одиннадцать отсеков, пять из которых на нижней палубе, и шесть на верхней. Одним из отсеков является рубка, находящаяся на носу корабля, в которой расположены камеры с роботами, зарядное устройство и штурвал. Все отсеки верхней палубы сообщаются через двери, которые робот может открывать (для перемещения) и закрывать (например, для изоляции). Изначально пробоины появляются в нижних отсеках, которые начинают заполняться водой. При этом чем больше пробоин, тем быстрее вода заполняет отсек. Со своей стороны, игрок может использовать имеющиеся в отсеках заплатки, переносить их и закрывать ими пробоины. Водяная помпа присутствует в каждом отсеке, но для её использования нужна специальная ручка. Если вода достигает верха нижнего отсека, то она начинает проникать в отсеки верхней палубы. При этом игровая механика отрабатывает согласно закону сообщающихся сосудов — если между двумя отсеками дверь открыта, то пространство обеих отсеков заполняется водой, которая также одновременно может быть откачана.
Робот может двигаться в отсеках по горизонтали, а также спускаться и подниматься на лифте. Одновременно он может нести или использовать только один предмет. У робота есть функция ускорения перемещения, посредством которой он может на верхней палубе мгновенно телепортироваться на один отсек, но при этом теряется часть энергии. Во время игры на схематичном изображении судна в разрезе игрок может видеть уровень заполнения водой во всех отсеках, отклонение от курса, температуру двигателя, уровень воды и другие параметры, позволяющие оценивать обстановку.
Корабль тонет и игра заканчивается в случае, если его посадка становится ниже критического значения или если вода заполняет любой отсек верхней палубы. Также судно тонет тогда, когда происходит перегрев двигателя. И последним условием завершения игры является разрядка всех трёх роботов.

## Разработка и выход игры
Игра была разработана к июню 1984 года для платформы ZX Spectrum, и в этом месяце появился первый обзор в журнале Personal Computer News. Другие журналы, такие как Computer & Video Games, Computer Choice и ZX Computing летом того же года сообщали о выпуске игры и её ожидании в продаже и немногим позже выпускали свои обзоры.
Во время рекламной кампании Silversoft отправила в печать ряд анонсов с заголовком «Для большей реалистичности, играйте в эту игру стоя в ванне» (англ. For added realism play this standing in the bath). Данное объявление вызвало возмущение у двух общественных активистов, так как игра предназначалась для детей, а компьютер в ванне с водой нарушал требования безопасности. Никаких правовых последствий для Silversoft данная акция не принесла, а в печать в последний раз попали рекламные объявления декабрьского журнала CRASH, выпуск которого уже был напечатан на момент жалобы.

## Оценки и мнения
| Иноязычные издания     | Иноязычные издания |
| Издание                | Оценка             |
| ---------------------- | ------------------ |
| Crash                  | 91 %               |
| CVG                    | 9/10               |
| Sinclair User          | 7/10               |
| Personal Computer News | , 8/10             |
| Big K                  | 3/3                |

Критики положительно встретили игру, отметив её оригинальность, играбельность и проработанность игровой механики.
Журнал Personal Computer News дважды выпускал обзор игры и оценивал её. Согласно обоим обзорам, Silversoft создала необычную и сложную игру, в которой требуется одновременно следить за множеством вещей, и их становится тем больше, чем лучше игрок играет. Также критики сошлись на мнении, что в игре очень хорошо проработан интерфейс. Вместе с тем обозреватели обратили внимание на то, что если раньше продукты Silversoft были похожи на другие аркады, то в случае Worse Things Happen At Sea у неё успешно получилось сделать игру совершенно другого класса. С последним утверждением согласился обозреватель журнала Big K.
В обзоре журнала Computer and Video Games было сообщено, что Worse Things Happen At Sea заслуживает называться лучшей. В то же время журналист отметил, что игра очень приятная и у неё хорошо выполнена игровая механика. По мнению рецензента журнала MicroHobby игра очень увлекательна, имеет хорошую графику и интерфейс. При этом её сложность не пошла в ущерб качеству. Обозреватели журнала Your Spectrum отметили у игры быстрый темп, хорошую прорисовку графики, а также идею, которая делает Worse Things Happen At Sea уникальной.
Критика журнала Sinclair User заключалась в том, что игра не поддерживает все типы джойстиков, хотя при этом имеет возможность выбора управления с клавиатуры.
Авторы статей о Worse Things Happen At Sea журнала CRASH высоко оценили игру и выставили оценку 91%. Вместе с тем обозреватели обратили внимание на чрезвычайную оригинальность игрового процесса, хорошую графику и играбельность:

Это чрезвычайно оригинальная игра от Silversoft. Графика и детали очень хорошо прорисованы, при этом игра очень затягивает и обладает хорошей играбельностью. Очень доволен ей и уверен, что у игры будет огромный успех. Вероятно, это одна из самых оригинальных игр в 1984 году. Здесь есть множество вещей, которые достаточно разные для того, чтобы долго удерживать игрока — это превосходно!
Оригинальный текст (англ.)This is a super-original game from Silversoft. The graphics and detail are very good and the game is very playable and addictive. I really enjoyed it and I’m sure this game will be a huge success. It’s probably one of the most original games of 84 so far. There are many features in the game to make it varied enough to give it lasting appeal — excellent!
— Обзор журнала CRASH, №6
Вместе с тем были отмечены встроенные в игру инструкции, а также то положительное качество игры, что она усложняется по мере прохождения. Через 9 месяцев, в выпуске апреля 1985 года, CRASH повторил обзор игры, в котором отметил, что Worse Things Happen At Sea остаётся популярной всё это продолжительное время и занимает высокие позиции в рейтингах журнала.